# هورست کوهلر
هورست کوهلر (به آلمانی: Horst Köhler) (۲۲ فوریهٔ ۱۹۴۳ – ۱ فوریهٔ ۲۰۲۵) سیاستمدار آلمانی بود. او در ۲۳ مهٔ ۲۰۰۴ توسط مجمع فدرال به مقام ریاست‌جمهوری آلمان انتخاب شد، در ۱ ژوئیهٔ ۲۰۰۴ رسماً فعالیت خود را آغاز کرد.
وی روز ۳۱ مهٔ ۲۰۱۰ به‌طور غیرمنتظره از مقام خود استعفا داد. کوهلر دلیل استعفای خود را انتقادهایی که اظهارات وی درباره دلیل مأموریت‌های خارجی ارتش آلمان برانگیخته بود اعلام کرد. او بعد از دیدار با نظامیان آلمانی مستقر در افغانستان، هنگام بازگشت به برلین، در هواپیما به خبرنگار یک شبکه رادیویی گفته‌بود که استقرار نیروهای آلمان در خارج می‌تواند در خدمت حفظ منافع اقتصادی آلمان نیز باشد. این سخنان انتقاد بسیاری از سیاستمداران و رسانه‌های آلمان را در پی داشت.
او از سال ۲۰۰۰ تا ۲۰۰۴ مدیر اجرایی و رئیس هیئت اجرایی صندوق بین‌المللی پول بود.
هورست کوهلر در ۱ فوریهٔ ۲۰۲۵، بعد از تحمل یک دوره بیماری در ۸۱ سالگی درگذشت.